# Herrarnas K-2 1000 meter i kanotsport vid olympiska sommarspelen 2012
Herrarnas K-2 1000 meter vid olympiska sommarspelen 2012 hölls mellan 6 augusti och 8 augusti på Eton Dorney i London. Deltagarna delades upp i försöksheat där de bästa i varje heat (två stycken) gick direkt till final medan resterande tio gick till semifinal. Där delades deltagarna upp i två heat där de tre främsta i varje heat gick till A-final, medan övriga gick till B-final.

## Medaljörer
| Gren            | Guld                              | Silver                                  | Brons                                  |
| K-2, 1000 meter | Ungern Rudolf Dombi Roland Kökény | Portugal Fernando Pimenta Emanuel Silva | Tyskland Martin Hollstein Andreas Ihle |

## Schema
Försöksheat

6 augusti, 10:18

Semifinal

6 augusti, 11:30

Final

8 augusti, 10:16

## Resultat

### Försöksheat

#### Heat 1
| Plac. | Kanotist                                | Land       | Tid      | Notering |
| ----- | --------------------------------------- | ---------- | -------- | -------- |
| 1     | Martin Hollstein Andreas Ihle           | Tyskland   | 3:15.263 | Q        |
| 2     | Dave Smith Ken Wallace                  | Australien | 3:19.073 |          |
| 3     | Peter Gelle Erik Vlček                  | Slovakien  | 3:19.571 |          |
| 4     | Olivier Cauwenbergh Laurens Pannecoucke | Belgien    | 3:24.304 |          |
| 5     | Alexey Dergunov Yevgeni Alekseyev       | Kazakstan  | 3:32.176 |          |
| 6     | Ryan Cochrane Hugues Fournel            | Kanada     | 3:55.748 |          |

#### Heat 2
| Plac. | Kanotist                          | Land        | Tid      | Notering |
| ----- | --------------------------------- | ----------- | -------- | -------- |
| 1     | Rudolf Dombi Roland Kökény        | Ungern      | 3:11.393 | Q        |
| 2     | Fernando Pimenta Emanuel Silva    | Portugal    | 3:13.710 |          |
| 3     | Markus Oscarsson Henrik Nilsson   | Sverige     | 3:16.590 |          |
| 4     | Darryl Fitzgerald Steven Ferguson | Nya Zeeland | 3:16.608 |          |
| 5     | Kim Wraae Emil Staer              | Danmark     | 3:17.020 |          |
| 6     | Ilya Medvedev Anton Ryakhov       | Ryssland    | 3:21.086 |          |

### Semifinaler

#### Heat 1
| Plac. | Kanotist                          | Land        | Tid      | Notering |
| ----- | --------------------------------- | ----------- | -------- | -------- |
| 1     | Markus Oscarsson Henrik Nilsson   | Sverige     | 3:13.125 | Q        |
| 2     | Dave Smith Ken Wallace            | Australien  | 3:13.239 | Q        |
| 3     | Darryl Fitzgerald Steven Ferguson | Nya Zeeland | 3:15.307 | Q        |
| 4     | Alexey Dergunov Yevgeni Alekseyev | Kazakstan   | 3:17.788 |          |
| 5     | Ryan Cochrane Hugues Fournel      | Kanada      | 3:29.819 |          |

#### Heat 2
| Plac. | Kanotist                                | Land      | Tid      | Notering |
| ----- | --------------------------------------- | --------- | -------- | -------- |
| 1     | Peter Gelle Erik Vlček                  | Slovakien | 3:12.690 | Q        |
| 2     | Ilya Medvedev Anton Ryakhov             | Ryssland  | 3:12.901 | Q        |
| 3     | Fernando Pimenta Emanuel Silva          | Portugal  | 3:14.017 | Q        |
| 4     | Kim Wraae Emil Staer                    | Danmark   | 3:15.580 |          |
| 5     | Olivier Cauwenbergh Laurens Pannecoucke | Belgien   | 3:15.655 |          |

### Finaler

#### B-final
| Plac. | Kanotist                                | Land      | Tid      |
| ----- | --------------------------------------- | --------- | -------- |
| 1     | Kim Wraae Emil Staer                    | Danmark   | 3:12.820 |
| 2     | Olivier Cauwenbergh Laurens Pannecoucke | Belgien   | 3:13.298 |
| 3     | Alexey Dergunov Yevgeni Alekseyev       | Kazakstan | 3:14.867 |
| 4     | Ryan Cochrane Hugues Fournel            | Kanada    | 3:18.550 |

#### A-final
| Plac. | Kanotist                          | Land        | Tid      |
| ----- | --------------------------------- | ----------- | -------- |
| 1     | Rudolf Dombi Roland Kökény        | Ungern      | 3:09.646 |
| 2     | Fernando Pimenta Emanuel Silva    | Portugal    | 3:09.699 |
| 3     | Martin Hollstein Andreas Ihle     | Tyskland    | 3:10.117 |
| 4     | Dave Smith Ken Wallace            | Australien  | 3:11.456 |
| 5     | Markus Oscarsson Henrik Nilsson   | Sverige     | 3:11.803 |
| 6     | Ilya Medvedev Anton Ryakhov       | Ryssland    | 3:12.047 |
| 7     | Darryl Fitzgerald Steven Ferguson | Nya Zeeland | 3:12.117 |
| 8     | Peter Gelle Erik Vlček            | Slovakien   | 3:12.519 |